# Valdemeca
Valdemeca község Spanyolországban, Cuenca tartományban. Valdemeca Cuenca, Huélamo, Zafrilla, Laguna del Marquesado, Huerta del Marquesado és Valdemoro-Sierra községekkel határos. Lakosainak száma 82 fő (2024).

## Népesség
A település népessége az utóbbi években az alábbiak szerint változott:
| Lakosok száma | 103  | 100  | 105  | 116  | 110  | 88   | 91   | 84   | 73   | 82   |
|               | 2001 | 2004 | 2006 | 2009 | 2011 | 2014 | 2016 | 2019 | 2021 | 2024 |